# Oberwörresbach
Oberwörresbach ist eine Ortsgemeinde im Landkreis Birkenfeld in Rheinland-Pfalz. Sie gehört der Verbandsgemeinde Herrstein-Rhaunen an.

## Geographie
Das Dorf liegt am Wörresbach zwischen dem südlichen Rand des Hunsrücks und dem Gebirge vulkanischen Ursprungs der oberen Nahe. Im Osten grenzt Oberwörresbach an Herrstein. Im Südosten befindet sich Niederwörresbach, im Südwesten Herborn und im Nordwesten Mörschied.
Zu Oberwörresbach gehören auch die Wohnplätze Gutenbacher Hof und Maierhof.

## Bevölkerungsentwicklung
Die Entwicklung der Einwohnerzahl von Oberwörresbach, die Werte von 1871 bis 1987 beruhen auf Volkszählungen:
| Jahr | Einwohner |
| ---- | --------- |
| 1815 | 59        |
| 1835 | 84        |
| 1871 | 117       |
| 1905 | 141       |
| 1939 | 105       |
| 1950 | 117       |
| 1961 | 133       |

| Jahr | Einwohner |
| ---- | --------- |
| 1970 | 135       |
| 1987 | 152       |
| 1997 | 162       |
| 2005 | 157       |
| 2017 | 126       |
| 2022 | 112       |

## Politik

### Gemeinderat
Der Gemeinderat in Oberwörresbach besteht aus sechs Ratsmitgliedern, die bei der Kommunalwahl am 9. Juni 2024 in einer Mehrheitswahl gewählt wurden, und dem ehrenamtlichen Ortsbürgermeister als Vorsitzendem.

### Bürgermeister
Olaf Crummenauer wurde am 10. Juli 2019 Ortsbürgermeister von Oberwörresbach. Seine Wahl erfolgte durch den Gemeinderat. Da bei der Direktwahl am 9. Juni 2024 erneut kein Wahlvorschlag eingereicht wurde, oblag die Neuwahl des Bürgermeisters gemäß rheinland-pfälzischer Gemeindeordnung wie 2019 dem Rat, der auf seiner konstituierenden Sitzung am 16. Juli 2024 einstimmig den bisherigen Ortsbürgermeister Olaf Crummenauer für weitere fünf Jahre im Amt bestätigte.
Crummenauers Vorgängerin als Ortsbürgermeister war Heidemarie Juchum.

### Wappen
Das durch Erlass des Ministeriums des Inneren vom 4. April 1963 genehmigte Wappen zeigt in schräglinks geteiltem Schild vorne in Gold drei (2:1) rote, quadratische Steine, hinten rot-silbernes Schach, belegt mit schwarzem Dreiberg.
Der vordere Schildteil nimmt mit den aus dem Wappen der Vögte von Hunolstein entnommenen Farben und Steinen Bezug auf den Hof dieses Geschlechtes in der Gemeinde. Der hintere Schildteil verweist auf die ehemalige Zugehörigkeit zur hinteren Grafschaft Sponheim im Amt Herrstein.

## Wirtschaft und Infrastruktur
Im Südosten verläuft die Bundesstraße 41. In Fischbach ist ein Bahnhof der Bahnstrecke Bingen–Saarbrücken. In Oberwörresbach halten zwei Buslinien. Die Fahrten dienen vorränglich dem Schülerverkehr. Auf der Linie 349 fährt ein Bus täglich nach Nahbollenbach, die Linie 351 fährt zum Schulzentrum Vollmersbachstraße in Idar-Oberstein und weiter zum Gymnasium an der Heinzenwies. Die zwei Gegenbusse halten nur zum Ausstieg.

## Veranstaltungen
- Brämerekirb